# Emilio Tapia
Emilio Tapia Aldana (Sahagún, 30 de octubre de 1976), conocido como "El zar de la contratación", es un convicto abogado, cuestionado empresario, contratista colombiano condenado por actos de corrupción que involucran dineros públicos. Estuvo involucrado en el escándalo de corrupción en Colombia conocido como el Carrusel de la contratación. En este escándalo, en contubernio con el empresario Julio Gómez, Tapia direccionó y monopolizó la millonaria contratación en el Distrito Capital de Bogotá, la capital colombiana. Tapia lavaba el dinero proveniente de la corrupción en los contratos y compraba bienes usando testaferros para ocultar el dinero. Fue condenado a 17 años de cárcel, sin embargo su pena fue reducida posteriormente a 7 años que pasó tanto en prisión, como en detención domiciliaria y libertad condicional, hasta el día 20 de septiembre de 2021 cuando fue capturado nuevamente por su participación en el escándalo del Ministerio de Tecnologías de la Información y las Comunicaciones de Colombia MinTIC, conocido como el Caso Centros Poblados, en el que a partir de la firma de un contrato que pretendía llevar internet a las escuelas rurales de Colombia, tuvo lugar el robo de un anticipo por $70.000.000.000 COP. El dinero está en proceso de ser recuperado.

## Biografía
Tapia contrajo matrimonio en enero de 2007 con Astrid Sofía Hoyos. De esta unión nació en 2010 una hija, en el estado de Florida, Estados Unidos.
Tapia y Hoyos se divorciaron en 2012.

## Carrusel de la contratación
Previo al escándalo Emilio Tapia era un abogado, que había laborado como funcionario del Instituto de Desarrollo Urbano de Bogotá (IDU). Pese a que estos empleos no aportan para darse una vida de lujo, Tapia era visto portando un reloj de lujo -valuado en USD$ 45.000 dólares- que decía ser prestado, y lo mismo con el uso de dos camionetas blindadas. Tapia estaba lavando dinero a políticos y contratistas involucrados en el escándalo de corrupción denominado Carrusel de la contratación mediante empresas de fachada a su nombre. Tapia también usó a personas como su amigo Carlos Augusto Joly Herrera como sus testaferros y lavó cuantiosas sumas de dineros provenientes de la corrupción en la contratación.
Mediante las empresas de fachada, Tapia consiguió obtener contratos de obras de infraestructura, como el contrato "Ruta del Sol III" en la vía entre los municipios de Bosconia y Valledupar, en la que aparece como subcontratista. Esto fue confirmado por el abogado Álvaro Dávila.
También logró obtener proyectos en los departamentos de Córdoba y Sucre. En el departamento de Bolívar habría estado detrás de las licitaciones de los tramos 4 y 5 de Transcaribe.

### Empresas de fachada
- Tecmach:[7] empresa a nombre de Carlos Augusto Joly Herrera y el primo hermano de Emilio Tapia llamado Jesús David Sierra Aldana.[7] La empresa se encargaba de "proveer volquetas y otras maquinarias para el transporte de material".[10] A través de esta empresa Tapia habría lavado unos COP$ 4.700 millones de pesos.[10]
- Geos (Geos Construcciones y Geos Consulting): firma usada para pagar comisiones de los anticipos en los contratos de obras de infraestructura, según Mauricio Galofre, primo de los Nule.[7]
- Unión Temporal GTM (Grandi Lavori Fincosit, H & H Arquitectura S.A., el Grupo Franco y la Constructora Inca Ltda.): En mayo de 2010 esta U.T. heredó el contrato en obras viales que tenían los Nule en Bogotá con Translogistic, y la que cubría la vías de cuatro localidades del suroriente de la ciudad; Santa Fe, La Candelaria, San Cristóbal y Rafael Uribe.[11]
- Consultoría Integral en Ingeniería S.A. de C.V. (CONNISA): empresa controladas y dirigidas por Tapias y Andrés Cardona.[12]
- Conalvías.[7]

### Propiedades
Con los dineros que recibía del carrusel de la contratación, Tapia compró múltiples propiedades en Colombia, sobre todo viviendas y apartamento en Bogotá, fincas en el municipio de Sahagún (Córdoba), caballos de Paso fino colombiano, un yate y dos jets privados.
Entre estas propiedades sobresalía una mansión en el conjunto El Nogal, localizado al norte en la localidad de Suba y cerca al municipio de Chía (Cundinamarca). Según la revista Dinero, todas estas propiedades alcanzarían una suma de COP$ 100.000 millones de pesos.
También es dueño de un exclusivo apartamento en el edificio Ibiza en Cartagena de Indias.

## Captura, condena y reclusión
Tras su captura fue recluido en la cárcel de Cómbita en Boyacá, y Tapia empezó a tratar de obtener un principio de oportunidad ante la justicia colombiana; para ello delató a gran parte del entramado de funcionarios públicos y contratistas detrás del escándalo de corrupción como el secretario de Salud de Bogotá, el jefe de la unidad de malla vial, concejales distritales de Bogotá y cuatro autores intelectuales de la operación de corrupción en la contratación de la capital colombiana, incluyendo al alcalde Samuel Moreno Rojas y su hermano el senador de la república de Colombia Iván Moreno Rojas.
Tapia fue condenado a 17 años de prisión por las irregularidades en el contrato para reparar vías de Bogotá en la administración de Samuel Moreno Rojas, pero tras delatar a varios contratistas y funcionarios, en el 2016 la Sala Penal del Tribunal Superior de Bogotá rebajó la condena a 7 años y 5 meses de prisión, al reconocer las acusaciones en su contra y la imputaciones de "cohecho e interés indebido en la celebración de contratos". También fue multado y obligado a pagar 347 salarios mínimos legales vigentes (COP$ 689.454 en 2016), equivalente a COP$ 239'240.538 millones de pesos. Las autoridades iniciaron un proceso de extinción de dominio a las propiedades que compró con dineros de la corrupción.
Tapia fue enviado al pabellón de alta seguridad de la Cárcel La Picota de Bogotá. Dentro del centro de reclusión fueron famosas las fiestas que organizó con grupos de música vallenata y extravagancias con licor y uso de celulares.
El fin de semana del 15-17 de abril de 2016, Tapia fue transferido de La Picota en Bogotá al Batallón de Ingenieros No.2 del Ejército en Malambo, inmediaciones de Barranquilla.
En diciembre de 2018, un juez le concedió a Tapia la libertad condicional tomando como consideración que este había "cumplido las tres quintas partes de su condena de 7 años de prisión" por su participación en el carrusel de la contratación en Bogotá. Nuevamente, en agosto de 2019 el Juzgado Primero de Ejecución de Penas de Barranquilla le concedió la libertad condicional.
La presencia de Tapia en eventos públicos durante su periodo de libertad condicional se ha dado para disgusto de algunos ciudadanos, pues lo ven como un corrupto; Tapia apareció en el carnaval de Barranquilla el 23 de febrero de 2020, donde participó y disfrutó de las fiestas, para sorpresa de los asistentes.
El 20 de septiembre de 2021 la Fiscalía General de la Nación ejecutó orden de captura contra Emilio Tapia, como parte del proceso de investigación por su participación en el escándalo del ministerio MinTIC, también conocido como el Caso Centros Poblados.

## Escándalo MinTic 2021
En septiembre de 2021 fue recapturado por la Fiscalía General de la Nación al verse involucrado en un nuevo caso de corrupción de relevancia nacional, el escándalo del contrato del ministerio MinTIC para proveer internet a 7000 escuelas de zonas rurales durante el gobierno de Iván Duque; este contrato fue adjudicado por el MinTIC a una Unión Temporal sin experiencia en conectividad virtual y sin capacidad logística. El caso ha sido denominado "Caso Centros Poblados" por ser esa la razón social de la Unión Temporal en la que trabajó Tapia. El contrato fue adjudicado bajo la supervisión de la ministra Karen Abudinen y se encuentran perdidos $70.000.000.000 COP girados como anticipo.
El 21 de noviembre de 2024 Tapia aceptó haber sido el "cerebro" del caso centros poblados. El 19 de diciembre de 2024 fue condenado a seis años y tres meses de prisión después de aceptar su participación en el Caso Centros Poblados y en irregularidades contractuales con las Empresas Municipales de Cali (Emcali); firmó un preacuerdo con la Fiscalía General de la Nación, en aceptación de los delitos de peculado por apropiación agravado, fraude procesal y falsedad en documento privado; además se comprometió a devolver al Estado Colombiano $5.063.000.000 COP del dinero que obtuvo con su participación en estos casos de corrupción.
Tapia cumplía su condena en la Penitenciaría de El Bosque en Barranquilla, no obstante, el día 11 de abril de 2025 el juzgado Primero de Ejecución de Penas y Medidas de Seguridad de Barranquilla le concedió la libertad condicional por 27 meses y 20 días, argumentando que había cumplido con las 3/5 partes de su condena; la Procuraduría General de la Nación, bajo la dirección del procurador Juan Gregorio Eljach Pacheco, apeló la decisión y solicitó revocar la medida de libertad condicional; la Procuraduría argumentó que Tapia es "indigno del beneficio concedido" y no podía recibir el beneficio de libertad condicional, debido a que se encuentra "condenado por hechos punibles cometidos durante el tiempo de reclusión", como se encuentra dispuesto en el artículo 150 de la ley 65 de 1993 o Código Penitenciario y Carcelario.